# Netus
Netus (románul Netuș, németül Neithausen) falu Romániában, Erdélyben, Szeben megyében.

## Fekvése
Medgyestől 55 km-re délkeletre, a Hortobágy patak jobb partján fekszik.

## Története
1309-ben Nethus néven említették először. Ebben az évben már plébániatemploma volt, papja, Jakab a szász papok és a gyulafehérvári székeskáptalan perében szerepelt. Később Segesvárszék része lett.
1910-ben 533, többségben német lakosa volt, jelentős román kisebbséggel. A trianoni békeszerződésig Nagy-Küküllő vármegye Szentágotai járásához tartozott.

## Látnivalók
14. századi gótikus evangélikus erődített templomának szentélyére épült rá vaskos fagalériás tornya, amely erődjelleget ad a védművekkel nem rendelkező templomnak.